# 池田勇人内閣の政策
池田勇人内閣の政策（いけだはやとないかくのせいさく）では、池田勇人を首班とする内閣（期間:1960年7月19日 - 1964年11月9日）の任期中の経緯、およびそのとった政策を記す。

## 政権樹立

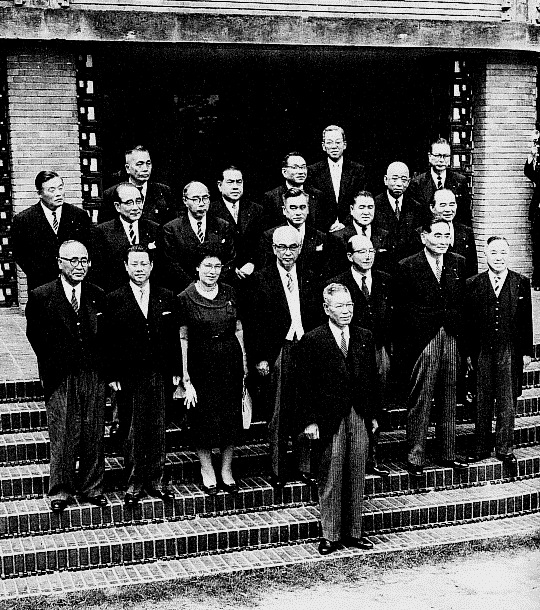
第一次池田内閣

日本全国を争乱の渦に巻き込んだ60年安保で岸政権が倒れたことによって1960年7月14日に行われた自由民主党総裁選挙で池田勇人が当選、自民党第4代総裁に就任した。5日後の7月19日、内閣総理大臣に就任し、第1次池田内閣が発足する。

## 政治史における位置づけ

### 低姿勢・寛容と忍耐
60年安保は、大衆、世論を街頭に可視化し、そのイメージはテレビというメディア (媒体)によって瀰漫した。岸内閣による安保改定の強行とその後の党内抗争は、自民党に対する国民の大きなイメージダウンをもたらしていた。
このような状況で表舞台に登場した池田にとって「マスメディア対策」が重要な課題となった。首相就任当時、60年安保の盛り上がりを受けて、野党は上げ潮ムードの中での「安保解散」を狙い、早期の解散を要求した。しかし池田は「安保の悪夢」を断ち切るためにこれに応じず、総選挙までの4ヶ月間、「国民所得倍増計画」という経済政策面での新しさによって「新政権の魅力」を印象づけようとした。これは後に「政治の季節」から「経済の季節」へ、「チェンジ・オブ・ペース」などと呼ばれた。
「所得倍増計画」は組閣直後はまだ正式発表できる段階ではなかったため、臨時国会で野党の所信表明演説の要求を回避した。各省と自民党の政策決定プロセスを経て発表するまでの1か月半は、池田個人のイメージ戦略に費やされた。池田は過去の度重なる失言癖で、国民は勿論、政財界、マスメディアからも「高圧的な荒武者」「嫌なヤツ」という印象が広く共有されており、それを払拭する必要があったのである。池田は、岸内閣を倒閣に追い込んだテレビを逆に利用し、自民党への支持を取り戻そうとしたのである。
池田のイメージ戦略を端的に表したフレーズが、「低姿勢」と「寛容と忍耐」である。「寛容と忍耐」という言葉の語源には諸説あり、元米財務長官・ジョン・W・シュナイダー（民主党）の「民主主義の基礎は時の政治的優位者の寛容と忍耐だ」を池田が思い出して使ったとする説と、大平が"辛抱"という言葉を出してみたが、どうも貧乏くさく、これが"忍耐"と言い直され、宮澤が得意の横文字から、ジョン・スチュアート・ミルの『自由論』の原著にある"tolerance"を思い起こしてと"寛容"をくっつけたとするものがある。宮澤は回顧録で「大平さんが池田さんに、とにかくここは"忍耐"しかないですね、と言ってそんなことから"忍耐"を一つスローガンにする。もうひとつ私が、ジョン・スチュアート・ミルがよく"tolerance"ということを言っていたから"寛容"というのはどうですか、と私が言って、それでスタートした」と話している。これらのイメージは池田のブレーンが作り出したものであるが、池田の特徴は自身を支え、演出するブレーンを作った点にあった。池田のメディア戦略を支えたのは、前尾、宮澤、大平、黒金泰美、伊藤昌哉、鈴木善幸らである。
組閣翌日の記者会見はテレビで生中継され、池田は会見中終始笑顔を絶やさず、岸前首相の"高姿勢"とは対照的なイメージを視聴者に与えた。さらに翌日、日本初の女性閣僚となった中山マサ厚生大臣がNHKに出演し、マスメディアにも大きく取り上げられ、内閣の看板役を務めた。イメージ戦略は服装などにも及び、スーツやメガネなどで大臣時代のキャラクターを変え、庶民イメージを醸し出した。

### 新政策発表
9月5日に「所得倍増論」の骨子を公表、経済成長率目標を「年平均9%」に定める。7日午前9時から記者会見を官邸で行ったが、これはNHK、民放全局で生中継された。この会見で「憲法改正はいま考えていない」と発言。憲法改正を棚上げすることで国民の懸念を和らげることができた。午後からは日本教育テレビ、ラジオ東京テレビをはしごし、夜はNHKテレビに出演し政策を説明した。翌日は選挙遊説のスタートを「新政策発表会」と称して、共立講堂で行い、テレビ全局で生中継された。
発表会の後、池田らは全国遊説に出かけるが、これに第1次池田内閣で郵政大臣として初入閣した側近の鈴木善幸を同行させた。鈴木は「世論に対してテレビ・ラジオ等を通じていく上で、郵政大臣として私がお供した方がいいと判断した」と振り返っており、全国各地で演説のみならず電気メディアを通じた対策をとっていた。演説ではユーモアを交えながら具体的な数字を示し、自信がみなぎった態度で「所得倍増論」を説き続けた。池田が演説を始めると、最初は興醒めしていた聴衆の顔色が徐々に聞き入りはじめ、次第に期待を持って耳を傾けるようになったという。
総選挙が目前に迫った10月12日に発生した浅沼稲次郎暗殺事件は、責任追及のデモがおこり、社会党から内閣総辞職が要求されるなど、情勢が再び逆転する可能性があった。池田は山崎巌国家公安委員長を辞任させるなど素早く対応し、また10月18日の衆議院本会議において、池田自らが追悼演説を行った。この追悼演説（池田勇人#発言と報道）は今日でも名演説として知られているとともに、60年安保闘争に至る「政治の季節」に終止符を打つ画期になったとも評されている。

### 戦後最高の議席獲得
このピンチを凌ぎきると、国会を解散して選挙戦へ突入させた。1960年11月の総選挙で、池田はテレビのスポットCMに出演するという過去に例のない選挙戦術を使った。CMに登場する池田の「私はウソは申しません」は流行語になった。放送料金は現在の価格で約4億円かかったとされ、賛否両論が渦巻いたが気に懸けず、また遊説でも米の値段、年金や税金の水準など数字を語り続けた。「所得倍増」という分かりやすいスローガンは、国民に強い印象を与えた。
「所得倍増論」は、はじめは非現実な人気取りと見られ、野党、エコノミスト、マスコミ、一部与党内、また多くの国民の反応は冷ややかであった。しかし池田は「経済のことはこの池田にお任せいただきたい。10年で所得を倍にしてみせます」などと力説、全国遊説やテレビ政見放送などを通じて、「所得倍増論」は国民に期待を持って受け入れられてゆき、空前の"池田ブーム"が巻き起こった。
高坂正堯は「国民は政治家を評価するに当たって、いちいちその政策を専門的に分析したりしない。多くの場合、政策はあまりにも専門的で、そしてあまりにも難しい。国民が池田の言葉を信じたのは、池田がその政策に自己を賭けていることが滲み出ていたからである。池田が『所得倍増政策』を説いたとき、国民は彼が一生懸命かどうかを見、それによって判断したのである。池田は政治家としてそのことを知っていたのである（中略）多くの人が『所得倍増』という目標を疑ったが、池田は戦後の復興と発展に自ら携わり、それを成功させてきたという自信に満ちた態度を崩さなかった。大多数の国民はそれによって池田を信頼した」などと述べている。
細川隆元は「池田のかつての暴言が実際は本当のことをいう政治家だという評価になり、それが逆に池田を人気者にした。あんなズバズバものを言う政治家こそいまは必要だと、本音とたてまえを両天秤にかけるような政治家に飽き飽きしていた世の中だったので、池田のあの暴言が直言に聞こえ、かえって池田の評価を高くした。池田の暴言が池田を総理大臣にしたといっても差し支えない（中略）池田は忍耐と寛容、そして低姿勢という真に優しい政治姿勢を示し続けたが、一番の政策は、何といっても所得倍増という高度成長のきっかけをつくったことにある。この所得倍増こそ低姿勢の池田でなくて、突進型の池田の性格そのまま映し出したものだった。岸がもっぱら外交問題に没入し、安保騒動という真に暗い政治の局面を作り出した後を受けた池田が、片手に忍耐と寛容、片手には所得倍増という真に景気のいい政策を打ち出したので、池田に対する評価はのぼる一方だった」などと述べている。
慌てた社会党、民社党も、池田のペースに巻き込まれ、総選挙を目前に控え、不用意のまま、池田政策の各項目をなぞるような経済計画を発表した。これらは安保解散で勝利を狙った各党が池田の議題設定に乗らざるをえなくなったことを示したもので、この反応を見た池田サイドは勝利を確信した。
11月20日の衆議院総選挙で自民党は、繰り上げ当選者を加えると301議席という戦後最高の議席を獲得し大勝した。議席占有率61.7%は、1996年の小選挙区制導入までの最高記録だった。

### 政界へもたらした影響
池田の登場によって、思想を基に激しく対立する「政治の季節」は終わりを告げ、社会党の党勢に急ブレーキがかかった。岸倒閣直後は、反米ナショナリズムや反・逆コースの勢いに乗って政権を奪取するべく手くずねを引いていたが、池田が憲法改正の"カ"の字も言わず、声高に訴えた「所得倍増」「月給倍増」などは、それまで社会党や左派系知識人が得意としていた思想やイデオロギーとはほど遠かった。池田が唱えた「低姿勢」、「寛容」という語は、60年安保の後のとげとげしい空気のもとで一種の癒しの語として人々に受け入れられた。
社会党から見れば、せっかく盛り上がった反岸のエネルギーが、池田によってなだめられる形になり、社会党そのものへの期待がしぼんでいく焦りがあった。
池田の「所得倍増計画」に煽られ、社会党も経済成長政策を出したが、勝間田清一は「そういう状況の中で社会党の闘いの仕方が全く未成熟で、未検討であって、これが社会党停滞の原因」、高橋正雄は「口では反対反対といいながら、自民党より高い成長率を主張したことが社会党の低落の原因」と述べている。俵孝太郎は「池田から経済を学んだ私たち今までにはなかった若い政治記者が、古い考えしかできない社会党を見放す気分が育っていた」などと述べている。
経済成長が成功を収めているときの闘い方は社会党は不得手だった。社会党は、池田自民党の変貌とその鮮やかな演出手腕に全く対応できなかったのである。社会主義にしかできないと思われていた貧困の克服が資本主義のままで進んだため、社会党の存在そのものが問われる事態となった。池田政策に対する一つの対応として1962年に江田三郎が構造改革論「江田ビジョン」を発表。これは社会主義的あるいは共産主義的に計画経済を発展させるという考えを含んでいたが、社会党内部での派閥抗争の材料となり、社会党は長期停滞に追い込まれていった。
政治的対立を打ち出さない池田の基本的姿勢は、55年体制の特質ともいえる自民党と社会党の「競演による共演体制」を作り上げた。自民党は池田以降、時に対決姿勢を示しつつも、社会党の言い分を取り入れながら国会を運営していく。社会党は自身の存立基盤であるイデオロギーをめぐる党内抗争を続け、「所得倍増計画」の重要な施策だった「全国総合開発計画」（全総）や「農業基本法」などで、農村から都市への人口移動により支持基盤となるべき労働者階級が増加したにもかかわらず、彼らの存在を党勢拡大に活かすことが出来なかった。
彼らの支持を手堅く固めたのは創価学会で、後に公明党として政界進出することによって野党の多党化はますます進み、政権交代の可能性はますます遠のいた。結果自民党の基盤は強くなり、党内での権力闘争に専心できるようになった。池田に始まる「保守本流」の確立と、自民党の「社会党包括」は、後の自社さ連立政権樹立まで地下水脈でつながっていく。結局、社会党が自民党を議席数で上回ることは一度もなかった。

### 自民党政権の安定
池田は安保騒動の余燼を完全に払って国民の自民党離れを阻止し、その後の党勢の礎を築いた。国民の所得は着実に伸びて、池田内閣発足から8年後の1968年には日本のGDP（国内総生産）がアメリカに次いで資本主義国第2位に躍り出た。経済成長による生活水準の向上もあって、池田内閣時代の4年間は、与野党対決といった局面はあまりなく、政局がきわめて安定した時代となった。池田内閣は、朝日新聞の世論調査によれば、55年体制下で一度も支持率が不支持率を下回らなかった唯一の内閣といわれる。1963年に高度成長を背景とする自民党政権の行く手に希望を見出し、池田を委員長とする「自由民主党本部建設委員会」が発足され、自前の自由民主党本部建設が決定、1964年に着工、1966年に完成した。
また、1960年の衆議院解散総選挙はテレビによる空中戦や宣伝合戦という以上に組織票が激しくなった選挙としてジャーナリズムからは報じられ、後世にも記憶されることになった。テレビを通じた空中戦は勿論、自民党の派閥と個人後援会による地上戦のどちらも、その後の日本政治に大きな影響を与えた。地上戦は自民党の派閥政治を定着させ、個人後援会がやがて大きな利権の集団となり、その維持のため、公共事業が必要になるという図式を生んだ。総理大臣の「政治より経済、花より団子」というメッセージは、テレビを使って国民全体に瀰漫され定着していった。当時の人々の心の中には、戦前以来の「消費は背徳である」というモラルが薄まりながらも存在したが、池田のメディア戦略によって結果的に「消費は美徳である」というムードに変えた。
「安保」から「GNP」へ、新聞紙面に踊る大見出しの活字を変わっていき、「国民所得」や「成長率」「経常収支」「貿易外収支」といった経済用語も国民に広く知られるようになった。池田の唱えた経済主義は、個々の生活の豊かさに向けて邁進しようとする戦後日本の心証を公認し、それによって人々は高度成長を消費者ならびに生産者（そして廃棄者）として生きる大衆になった。

### メディア戦略
池田は衆院選挙後も積極的にテレビメディアを利用した。池田は世論工作とマスメディア対策には極めて熱心で、マスメディアを体制内に抱き込み、自主規制体制を固めながら同時にマスメディアをフルに利用して世論づくり＝人づくりを進めていくという巧妙な戦略を執った。
池田は就任早々「マスコミ大臣」の新設を計画。岸が退陣する二週間前に作った内閣総理大臣官房広報室(総理府)（現・内閣府大臣官房政府広報室）は、まだ中身が無かったが、ここに充分な予算を付け広聴機能を充実させ、独立したマスメディア対策担当部門として発足させた。内閣総理大臣官房広報室を実質的に作ったのは池田である。
記者クラブ対策、政府広報活動を大幅に強化し、政府がマスメディアに与える特恵措置を拡充させ、各種審議会・調査会にマスメディア幹部を盛んに迎え入れ、自民党、政府首脳との懇談会を活発化させた。池田が総理在任中に政府の広報関係予算は急増した。
毎月1回、全国のモニターから意見徴取する「国政モニター制度」や総理や大臣たちが各地に赴いて意見を聞く現在のタウンミーティングにあたる「国政に関する公聴会」を設け、これは「一日内閣」と愛称されテレビでも生中継された。また1961年11月から阿部眞之助NHK会長の要請を受け入れる形で、NHKと民放がひと月に一回交互に行う総理出演番組『総理に聞く』『総理と語る』を定例化した。1962年からはテレビタレントをはじめとする芸能・文化人とも交流をはじめ、全国組織委員会の企画によるパーティ形式の「芸能文化関係者懇談会」が官邸で開催されるようになった。
この他、池田が「人づくり」政策を推進したことから、東京オリンピックを前にしての浄化運動という名目もあり悪書追放運動に乗り出し、1963年には総理府が中心となり、地方自治体に働きかけ「青少年保護育成条例」を各県に自主的に作らせた。同年、この流れを受け、民間団体「国民政治研究会」（唐島基智三会長）が俗悪番組一覧表をつけた「テレビ番組改善への提言」を公表してテレビ各局に申し入れ、青少年不良防止に名を借りたテレビ"低俗番組"追放へ、最初の自主規制介入が行われた。
池田は1963年頭の第43回国会本会議での施政方針演説に於いて「新聞、ラジオ、テレビ等は、家庭、学校、社会の三つを通じ、人つくりの環境を整える最も強力な手段となりつつあります。最近におけるテレビの普及は、このことを決定的にしたものといっても過言ではありません。私は、これら言論機関の責任者が社会教育の先達者であるとの誇りと責任を持って、人つくりに一そうの力を尽くされるよう期待するものであります」と述べた。池田はテレビを通じたコミュニケーションによって自民党を危機から救うと同時に自身の権力を固めた。

### 政権運営
総選挙後成立した第2次池田内閣は、総選挙で大勝した直後にもかかわらず、国会の運営に苦戦した。
衆議院議長を予定していた石井光次郎に断られ、池田が強引に清瀬一郎を起用したが、清瀬は安保国会で警官を導入した当の責任者であり社会党が猛反発、紛糾のまま国会は開かれたものの本会議は流れた。
池田が三党首会談を開いたが、社会党が副議長ポストを要求してきた。「300名もとっているのに、副議長をわたす法があるのか」と自民党内が息巻き、「人選が悪い。清瀬をおろせ」という声も出た。益谷秀次幹事長と大橋武夫は働かず、保利茂総務会長や福田赳夫政調会長も大した働きもなく、責任が一直線に池田に来た。結局先の社会党の要望を飲み、副議長を渡し清瀬の衆議院議長は決まったが、翌日の新聞に早くも「池田短命内閣」という見出しが載った。
組閣では、安保のとき、岸に協力しなかったことがしこりとなって、それまで冷や飯を食わされていた河野派、三木派から閣僚が入り、挙党態勢、言葉を変えれば、派閥均衡内閣ができた。1961年3月31日、社会党の代表質問に「弱小国がいかにしようとも、日本は中立主義をとらない」とまた失言を犯し"弱小"の二字は取り消した。この翌日嶋中事件が起こり、池田の公約でもある農業基本法が紛糾した上、社会党欠席で強引に可決し、社会党は安保国会の再現と批判声明を出した。さらに右翼テロが相次いだことから民主党の松野鶴平が「政治的暴力行為防止法案」を持ち込んできた。
警職法の二の舞を懸念し宮澤や大平は慎重だったが、池田は審議に協力的な民社党のメンツを立てるためと、国会後の訪米を控えてこの法案が不成立なら国際信用が傷つくことを懸念し、側近の反対を聞かず強引に推し進めた。政防法案の審議が進むと、また浅沼刺殺事件の時のように国会議事堂周辺をデモが取り巻いた。清瀬議長は、議長席を社会党議員が占拠し着席できず、自民党席で議事を進めるという混乱の中で同法案は可決された。
しかしその後も大荒れし、政防法は参議院自民党幹部の反対に遭い、継続審議となった。これは反池田である保利総務会長と福田政調会長が謀って、池田にこれを強行させ、国会を混乱させ、あわよくば辞職に追い込もうとする策謀で、池田は上手くそれに乗せられた。こうした党内からの揺さぶりは続くが、景気の上昇に伴う国民の将来への希望と、池田を中心とする同志の結束がますます固くなり、決定的な影響を受けずに済んだ。
1961年6月の訪米で自信をつけた池田は、帰国後余勢を買って党人事と内閣改造にかかった。それまで組閣や改造でろくに動かなかった池田が、今度は積極的に自身で根回しに奔走した。小選挙区制を意図する公職選挙法改正案は、1956年第3次鳩山内閣でスタートを切り、選挙に金がかかり、悪質な買収などが横行したため、その手立てを講じる狙いから第2次池田内閣時代の1961年6月に「選挙制度審議会」が作られ本格化した。1961年7月18日に組閣した改造内閣では「所得倍増政策」に本腰を入れるべく、農林大臣に河野一郎（河野派）、通商産業大臣に佐藤栄作（佐藤派）、行政管理庁長官・北海道開発庁長官に川島正次郎（旧岸派、川島派）、経済企画庁長官に藤山愛一郎（藤山派）、科学技術庁長官に三木武夫（三木・松村派）という、各派の幹部クラスを通り越して、オーナーをすべて（石井光次郎を除く）閣内に"閉じ込めてしまう"という作戦に出て、野心的であると同時に前例にない奇抜な人事を用いた。また「安定成長に切り換えるべき」と政調会長でありながら「所得倍増政策」を批判した福田を切り、後任に田中角栄を据えた。これ以降福田派は閣僚や党役職に抜擢されず、佐藤政権発足まで冷や飯を食い続けた。「新主流はつくらない」という池田の言明に、一時佐藤派は非難の色を見せたが直ぐ軟化した。直前のケネディとの会談で日米関係の亀裂を修復したこともあって、実力者も池田の力量を認めざるを得なかった。下手をすれば孤立する恐れも出て、各派が一斉に協力体制へ雪崩れうった。
池田は「党の選挙対策委員会懇談会」の名目で実力者会談を開き、国際情勢に対応する党、及び内閣の強化を確認、暗に各実力者が政治責任を負うことを要請した。実力者内閣の出現でその特色が具体的な政策の面で現れるとみて、国民も経済界も大歓迎した。マスメディアは、この改造内閣を「実力者内閣」「重量内閣」などと呼んだ。
この辺りから、池田を支える顔ぶれが河野、大野、川島ら党人派となり、佐藤は池田から距離を置くようになって、主流と反主流とが逆転する。また岸派が川島派、藤山派、福田赳夫派と三分されたなかで、その直系を自負する福田は「党風刷新懇談会」（のち「党風刷新連盟」）を結成し最も早く反主流活動を行う。党が派閥に分立して抗争している状況に危機感を持っていた池田は「党風刷新連盟」が出した派閥解消などの党近代化要求に対して、再度の内閣改造で佐藤とともに閣外に出た三木武夫を会長とする「自民党第三次組織調査会」（1962年10月発足）で論議させた。福田らが動く口実を封じる意味があったが、三木調査会は派閥の無条件解消などを内容とする「近代化」を一年後の1963年10月答申を取りまとめた。「三木答申」は反主流の息を弱らせる効果があったが、最大の目的であった派閥の解消は答申を受けて、各派閥はいったん解散を宣言したものの、翌月の総選挙が終わるとたちまち復活した。
また公務員の労働基本権を巡って争われたILO87号条約は、野党の抵抗にあって度重なる国会提出にもかかわらず審議未了になった。そこで池田は政権後半は他派閥とりわけ河野一郎に接近した。河野は萩原吉太郎、永田雅一、渡邉恒雄、児玉誉士夫といった人脈を持ち、池田と河野は犬猿の仲 だったが、河野は迅速果敢な行動力が持ち味で、建設大臣・オリンピック担当大臣として首都開発を強力に推進した。また河野と間近に接するうちに、河野の豪胆にして細心な人柄に惹かれたともいわれる。池田は佐藤にライバル意識を燃やす河野に接近し、佐藤を牽制することで党内バランスを保ったのである。
この他、内閣官房長官が今日のように目立つ存在になったのは、池田が首相の意を受けて大臣に指示するには、大臣と同格にする必要があると判断し、第2次池田内閣 (第2次改造)時代の1963年6月11日に内閣法を一部改正し認証官に昇格させて以降である。それまで官房長官は昭和憲法下では、天皇の認証対象とならない非認証官で、大臣より格下ポストだったが、ようやくここで大臣待遇となり以降、テレビを通じて露出を増やし、毎日の記者会見がテレビを通じて伝えられ、「政権」の顔として実質的内閣ナンバー2と話題となっていった。

### 池田と大蔵省支配
池田の積極財政路線は、その官歴が大蔵省主計局ではなく、主税局を出発点としていることと無関係でない。予算編成に強大な権限を有する主計局が財政支出の抑制へと動きやすいのとは対照的に、主税局出身の池田は経済成長に応じた財政拡大方針を執ることを志向した。
池田は1947年に石橋湛山大蔵大臣の下で大蔵次官となり、石橋に協力して戦後日本の経済再建の実務を担当し、石橋の経済運営から多くを学んだ。また池田は次官になって以来、常に大蔵省との間に緊密な関係を保持し、大蔵省を権力基盤として鳩山内閣の経済運営にも影響力を持った。池田は1956年に石橋内閣で蔵相に抜擢された時に「1000億円施策、1000億円減税」という積極政策を打ち出しており、これは池田内閣の「所得倍増計画」と政策上の共通点があった。池田は高度経済政策を阻止する財政保守派を排除し、且つ大蔵省を自分自身の政治的野心への協力者に組み込むために、大幅な人事の入れ替えを行った。池田の積極財政は池田個人の政策に止まらず、大蔵省首脳人事を通じて継承され、森永貞一郎、石野信一らによる大蔵省首脳人事は1970年代まで池田の影響力を保持する形で行われた。戦後の首相で大蔵・財務事務次官を経た後、首相まで上り詰めたのは、今なお池田唯一人のため、大蔵省に於ける池田の影響力は強く長く続いたのである。石野も池田の蔵相時代の主計局長-事務次官であり、池田の政策ブレーンの一人であった。これが第2次池田内閣 (第2次改造)の田中角栄蔵相に受け継がれ、党の要求を反映した積極財政が大蔵省の伝統的な緊縮財政を排して推進されていくことになったのである。
池田内閣の時代、日本銀行は消極財政に舵を切ろうとし、金利引き上げを何度も求め、日銀法改正による中央銀行の独立を要求したが、池田は断固拒否し主張を押さえ込んだ。結果、日本の景気は萎縮することなく、高度経済成長は順調に実現した。池田時代の日銀総裁は大蔵省の同期・山際正道であり、最終的には池田と山際は歩調を合わせた。大蔵省が「官庁の中の官庁」というパワーを確立したのは池田政権の時代である。池田内閣時代の日本は、政府与党、大蔵省、日銀、財界が一体となって国を動かした。

### 池田と証券業界
証券業界は1950年半ば頃までは、さほど政界と人脈的な繋がりを有していなかったが、池田が証券業界の要望を受けて戦後の投資信託（投信）を復活させて株式投資ブームが興った頃から池田に期待し、業界の政治献金を池田に集中させた。当時は証券業界はまだ未成熟で、業界を指導する政府側（大蔵省）の当時の「証券取引法」は緩く、証券業界のトラブルが絶えなかった。これを受け担当の大蔵省内部部局である「理財局証券部」も組織を充実させていったが、規制は徹底を欠き、微温的な行政が続いた。これは池田の証券業界に対する姿勢が影響していたといわれる。
池田は積極経済政策を進める上で、それまでの内閣より一層証券市場の機能を重視した。それは間接金融に偏重していた金融システムを、資本市場の育成を図ることにより、直接金融の比率を高めることに意味があった。人脈的に見ても、池田あるいは宏池会は証券業界に近く、野村證券の奥村綱雄は京大の同窓でもあり、共に仕事は熱心だが、酒も遊びも大好きで兄弟にもまさる親しさだった。奥村は池田の回りにいろいろなグループを作ろうと努力し、池田が1952年から1956年の不遇時代には熱海の野村別邸を池田に提供するなど、物心両面で援助を続けた。また大平は岳父・鈴木三樹之助が創設した三木証券の専務を務めた時期がある。
池田は毎日の株価の高低に一喜一憂するほどの異常とも言えるほど株好きだった。1963年11月にも、ジョン・F・ケネディ大統領葬儀のために訪米していたとき、夏から急落していた株価を気にして、留守を預かる黒金泰美官房長官に問い合わせた。それを黒金がうっかり新聞記者に漏らし、池田の秘書官・伊藤はこれが報道されると国民の池田離れが急速に進むのではないかと懸念した。このエピソードは大蔵省で知らぬ者がいないほどであった。また池田がアメリカに行ってる時、三木武夫に電話をかけてきて「株の値は?」などと聞いたりするので、経済に疎い三木は、なんで株の値を聞く必要があるのか分からず、野村證券の奥村ら、池田を囲む財界人の勉強会に誘われて参加し必死に勉強したが、分からないことばかりで、子供のようだったというエピソードもある。池田は株式市況こそが日本経済のダイナミクスを表すものと信じて疑わなかった。池田には、市場の需給関係によってだけでなく、人為的に操作された株価の形成であっても、それが上昇している限り許容できるものであったといわれる。しかし証券業界の混乱が重なるにつれて、大蔵省内で「証券局」を設置すべきという声が上がり、池田の首相在任中の1964年6月、田中角栄蔵相の意向を反映して大蔵省の「理財局証券部」を改め「証券局」が設置された。田中も池田同様、株に強い関心があったといわれる。
初代局長には池田と繋がりのある松井直行が就いた。大蔵省の証券行政の強化・充実がもたらされたのはこの時からで、1965年に「証券取引法」が改正され、証券業はそれまでの登録制から会社の免許制に移行、大蔵省が証券業界を監督することになった。当時あった484社のうち209社が潰れ、新たに275社に免許が与えられた。厳しい審査を経た会社は大蔵省がしっかりと守ることになった。

### 官僚主導体制の強化
池田が政治家として後世に残した大きな影響として、官僚主導体制の強化があり、これらは後に金権体質と政・官・財の癒着へと至る。
終戦から池田登場までの15年は、まだ政治の力が強く、マッカーサーが植え付けた民主主義の思想と仕組みがある程度保たれていたが、池田が首相になり「所得倍増計画」という官僚主導の計画経済的思考を定着させると共に、各官庁は規格規制や公共事業などに大きな権限を得るようになった。また政府の補助金がないと地方公共団体は事業が出来ないという財政構造も作り上げていく。池田を中心とする官僚出身の政治家と、現役の中央省庁の官僚たちが手を取り合う形で、道路や鉄道、団地、都市施設などを建設し、池田をはじめとする政治家は、官僚が計画した通りに財政資金を投入して規格大量生産型の重化学工業を育成した。戦争中にも徹底されなかった官僚統制が、池田内閣時代に実現したのである。官僚に嫌われた政治家は出世しないという伝統も池田内閣と池田派（宏池会）が作り出したものである。
戦後日本に於ける金権政治の基礎構造は、1955年の保守合同を切っ掛けとして翌1956年、財界から自民党への政治献金を集約する組織として日本経済再建懇談会（国民政治協会の前身）が設立されて形作られたものであるが、池田内閣が高度経済成長を推進し、日本経済の占める財政の比重を増大させたことで、自民党と財界の一体的な関係は、政策の立案と遂行を担う官僚機構をパーティに組み入れ、いよいよ強固なものとなっていった。強化された官僚と、自民党の政治家が結びつき、官僚の指導により各業界団体が強化され、官僚主導型の業界協調体制が池田内閣の時代に確立した。政治家が巨額の公共投資や、産業の誘致などで地元や業界団体に利益の誘導を行うことで、個人後援会の発展や、有権者の組織化、票や政治資金の獲得など、政権運営の安定化を図る自民党のスタイルを形作ったのが池田であった。その後日本中にはびこる"カネ万能主義"の原点を作ったという見方もできる。こうして金権体質が生まれたものの、これが自民党政権の安定にもつながった。
また戦後政治における"派閥"は、吉田内閣末期に、戦前の政治家が公職追放から解除された時に始まるといわれ、池田内閣以前の派閥は、親分個人の魅力や面倒見の良さで派閥ができていたが、池田内閣以降の派閥は、親分個人を超えた強い組織になって代々継承されていく。これは宏池会が業界との結びつきによって政治資金が入る仕組みを作り出したからである。これもまた池田の先見性といえる。

### 「行政改革」と「審議会政治」
池田は戦後の宰相陣を通じて、ブレーンを周辺に集め、それを活用し、その献策を政府の施策に取り入れた最初の政治家である。戦前では近衛文麿のブレーンだった昭和研究会が知られるが、その討議が内閣の方針となり決定するまでには至らなかった。
しかし池田のブレーンは顧問的存在ではなく、たぶんに実務の役割を持ち、しかも他の人と見事に意思が調整され、池田政治の方向に対してほぼ統一された発想を抱いていた。また池田内閣は成立当初から諮問機関を設けて内閣レベルで政策決定を図り、内閣成立直後の1960年8月に民間有識者からなる「外交問題懇談会」が法律によらない懇談会として設けられた。これは池田の外交ブレーンが弱かったためである。
看板として掲げられた「国民所得倍増計画」の閣議決定後の1961年1月には、右翼のテロ活動取り締まりを名目に「暴力犯罪防止対策懇談会」が設置された。同じ1月の党大会で立党以来の懸案である党近代化問題と取り組む決意を表明し「党組織調査会」を設立。自民党への政治献金の取りまとめにあたり、党資金の明朗化をはかるため、癒着に対する批判が高まっていた「経済再建懇談会」を解散させ、1961年7月15日に国民協会（のち国民政治協会）を発足させた。立ち上げは当時の自民党資金局長でもあった前尾繁三郎が行った。このため同協会のシステムはそっくり宏池会を真似たものである。国民政治協会は財界から個別派閥に資金が流れにくくなり、中小派閥の弱体化をもたらす一因となった。政治資金不足を補完する存在としてかえって派閥の存在理由が高まり、自民党政治の金権体質化が進んだ。また政治資金が党にある程度集中することで、時の政権主流派がより多くの利益を得ることになり党内の権力闘争を激化させた。
1961年4月には通産省内に、池田の自由化計画の実際の策定者だった大慈弥嘉久を室長とする「産業構造審議会」を設けた。また1960年11月の総選挙で悪質な買収などが横行し、また選挙に金がかかり過ぎるようになったため、その手立てを講じる狙いから、従来の「選挙制度調査会」（1949年設置）に代わり法定の審議会とした上で1961年6月、総理府に池田総理の諮問機関「選挙制度審議会」を設立した。
同年、「選挙制度調査会」を拡充し、憲法調査会が中断していた審議を1962年に再開、本格的に議論を重ねた。1964年7月、最終報告書が出たが時間がかかり過ぎて改憲機運も低下し、そもそも池田自身が改憲に消極的で、その後の歴代内閣も改憲議論を棚上げした。「選挙制度調査会」より強力で権威ある機関とする趣旨から、有識者を中心に国会議員の選挙区制、議員定数、政治資金の規正など政治倫理や政治資金、選挙制度の改革を目的とし、小選挙区制導入が審議された。
この他、所得倍増計画では総理府に「経済審議会」が、全国総合開発計画では同じ総理府に「全国総合開発審議会」が、農業基本法では1961年に「農政審議会」が、中小企業基本法では1963年に「中小企業政策審議会」が設置された。1964年11月には国会での決議を下に行政改革について本格的な審議を行う「臨時行政調査会」（第一次臨時行政調査会）を発足させた。同調査会が設置されて以来、行政改革という概念が広く一般に流布した。
橋本登美三郎が自民党広報委員長を務めた1963年からはマスメディア各社の幹部との懇談が「新聞通信懇談会」や「放送懇談会」の名のもとに定期的に行われるようになった。
同年から「人づくり」を公約に掲げて教育政策についての審議会を設置して政策を主導した。第1次臨調には農林省官房企画室の育ての親である小倉武一が事務次官退官後、調査員として参加した。内閣レベルの諮問機関と各省の調査・企画部門とが内閣へ出向した官僚を介して結びつき政策を構想する、この新しい意思決定の方式を持つ総理大臣による審議会の設置、「審議会政治」は、池田内閣を起源とする。池田内閣時の審議会は、世論の注目を集めたものの、有効に活用するには至らなかったが、以降「審議会政治」は形を整えつつ、1990年代後半に入ると内閣の成立に伴う政策形成のスタイルとして完全に定着した。
この他、内閣が国会に提出する議案を閣議決定前に自民党総務会に事前承認することが原則となったのは1962年、池田内閣で自民党総務会長だった赤城宗徳が池田に直談判したのが切っ掛けといわれる。

## 主な政策

### 国民所得倍増計画
国民所得倍増計画は1957年に岸内閣のもとで策定された「新長期経済計画」に代わり、1960年12月27日に池田内閣において閣議決定された。岸内閣の安保政策重視から一転、経済政策を前面に押し出す格好となった。
日米安全保障条約（いわゆる新安保）の締結により日本は国土の防衛をアメリカに一任できるようになったため、高コストかつ非生産的な軍事費（防衛費）を最小限に抑え、民生向上を中心とした経済政策に優先的に配分できるようになった。国民所得倍増計画の目的は輸出増進による外貨獲得を主要な手段として国民所得（国民総生産）を倍増させ、これによって雇用を拡大し失業問題を解決する（完全雇用を目指す）ことで生活水準を引上げることにある。またこの過程で地域間・産業間における所得格差の是正もその目的とされている。具体的には農業近代化、中小企業の近代化、経済的な後進地域の開発（工業の分散）である。
これらは特に目新しい政策というわけではない。岸内閣の「新長期経済計画」において既に国民総生産と経済成長率という概念を用いており、さらに完全雇用についても言及されている。ただ、岸政権が経済成長よりは政治大国としての復活を意図し、近い将来の改憲まで視野に入れていたことや、佐藤栄作、福田赳夫といった有力政治家、エコノミストの多くが「安定成長論者」として高度成長路線に批判的であったことを考えれば、池田が他の様々な可能性の中からあえて強気の成長路線を選択し、「所得倍増」という卓抜なスローガンと共に推進したことには大きな意味があるともいえる。
国民所得倍増計画は経済政策として劇的な成果を上げた。計画の数値目標は1960年度の国民総生産額である13兆6000億円の2倍、26兆円を10年以内に達成するというもので、1960年度から年間平均11%の経済成長率を維持し、以後3年で17兆6000億円に到達させることが中期目標とされた。しかし日本経済は予想以上の成長を遂げた。実質国民総生産は約6年で、国民1人当りの実質国民所得は7年（1967年）で倍増を達成した。経済成長率も驚異的な記録を見せ、計画開始1年目（1961年度）にして早くも目標が達成された。これによって政府は計画の上方修正を迫られ、早くも高度成長の「その後」の手当を図ることとなった。
また、所得倍増計画は60年安保闘争で盛り上がった革新勢力の拡大を大幅に抑制する結果を生じた。戦後ずっと労働組合を主導して、主要な支持層であった賃金労働者の雇用が安定し賃金が上昇して生活水準が向上したことで、労働組合活動によって自分達の賃金もより上昇したけれど、逆に会社に対する不満よりも現状を維持する意識が芽生え、政治の意識が薄らいでいった。
その後、佐藤内閣によって高度成長によるひずみの是正や社会資本整備を目的とする「中期経済計画」（1965年策定）および「経済社会発展計画」（1967年策定）が策定されてゆく。

### 外交政策
池田内閣成立直前の安保闘争では、アイゼンハワー米大統領の日本訪問が取りやめとなり、岸内閣が退陣に追い込まれるなど、日本の反共陣営の一員としての政治的不安定さを国内外に印象付け、国際的信用を著しく失墜したと池田は感じていた。日本にとって対米関係は、安全保障面においても経済面においても極めて重要であり、池田内閣にとって対米関係を修復することが第一の外交課題だった。鳩山や岸はアメリカとの協調関係を追及しつつも、東アジアの国際秩序がアメリカの軍事力・経済力を中心として維持されることに何らかの形で異議を差し挟もうとしたが、池田はアメリカのアジアに於ける中心的役割を与件として受け入れた。それによって日本が受ける利益は計り知れず、また日本はアメリカの軍事力によって自国の安全を保障され、アメリカ市場が開放されることによって通商上の利益を確保できる、このようなアメリカの指導的役割こそが日本の経済成長の持続を可能にする外的条件であり、アメリカの役割に対する挑戦ともとられかねない態度を示すことを極力避け、自由主義陣営内部でのアメリカの指導的役割があって初めて日本の果たす役割も定まるという態度を示そうとした。
またアメリカとともに自由陣営の主力をなす欧州諸国は、当時日本に対して経済的差別を課していた。日本は1955年に関税及び貿易に関する一般協定 (GATT) への加入を実現したものの、英国、フランス、ベネルクス三国などの欧州諸国はGATT35条を援用し、日本とGATT関係に入ることを拒んでいた。英仏両国は「日本が加入となればOECDの地域的性格は失われ、日本の他に参加を認めねばならない」などと日本の加盟を渋った。加えて1961年9月に発足したアメリカ・カナダと欧州諸国から構成される経済協力開発機構 (OECD) は、日本を原加盟国として招請しなかった。OECDはマーシャル・プランによるアメリカの対欧援助の受け皿であった欧州経済協力機構 (OEEC) を改組した組織であり、日本は既にOEECの下部機関である開発援助グループ（DAG→DAC）に参加していたものの、OECDの発足にあたり原加盟国として招請されず、世界経済の大勢から遅れをとるかもしれないという孤独感を抱かせていた。
つまりグローバルな状況でいえば、池田政権が発足した当時、日本は自由主義陣営から孤立しかねない状況に陥っており、池田はそれを充分に自覚していた。国内において池田は「国民所得倍増計画」を打ち出し、経済成長を政治の中心課題に据え、各種施策も順調な滑り出しを見せていたが、やはり経済成長政策の成否のカギは、輸出であった。外貨の保有量を増やし国際収支の天井を高め、経済成長を持続させることが基本構想の柱の一つであった。そのためには海外市場、それも購買力のある米欧先進諸国すなわち自由陣営諸国の市場が重要な役割を果たす。したがって、池田政権にとって「自由陣営からの孤立」の状況を打開し「自由陣営の一員」の地位を確立することは、池田政権が打ち出した経済成長政策を実現するためにも、また日本の国際信用を回復し、さらに国際地位の向上をはかるためにも不可欠であり、自由陣営諸国との関係の改善・強化が極めて重要な外交課題となった。
また、池田は「世界の一流国」とか「経済大国」「先進国クラブの一員」になりたいという「大国願望」が非常に強く、池田は政権発足直後から「日本は大国である」と声高に主張した。すると社会党は池田の「大国意識」に対して「日本帝国主義の復活」などと批判し、メディアの中にも「むなしい大国意識」と揶揄するものもあった。もちろん、アメリカをはじめ各国が日本を自由主義陣営の「大国」と認識していたとは言い難く、池田は日本が「自由主義陣営の有力な一員」であることを彼らに認めさせる必要があった。
1960年12月12日、国会の所信表明演説で、貿易自由化を進め、日米関係の緊密化とともにアジア・アフリカグループ（AA諸国）と中南米諸国との経済交流の進展、内政不干渉の原則の下に共産主義諸国との友好関係の増進を述べた。これは日本経済が発展すればアジア人による西欧的経済水準達成の可能性を実証でき、経済成長の成功事例として共産圏およびAA諸国に日本を強く印象付け、日本の対外的信用を勝ち取ることができるという意味を含んでいた。輸出振興には日本製品に対する市場が確保されていることが重要で、日本に対する保護主義的な傾向の強いヨーロッパ市場を開放させ、日本に対する敵愾心が完全には払拭されていないアジア諸国を市場として確保するためには、アメリカのイニシアチブに依存せざるを得なかった。池田は「自由陣営の一員」の確立という外交目標の追求にあたり、まず対米関係を緊密化し、それを利用しつつ欧州への外交的地平を拡大するという戦略を据えていた。
藤井信幸は池田外交について「経済システムの選択という形で、西側陣営に帰属することの正当性・有利性を国民に再認識させるという政治的目的も有していた」と論じている。

#### アメリカ合衆国

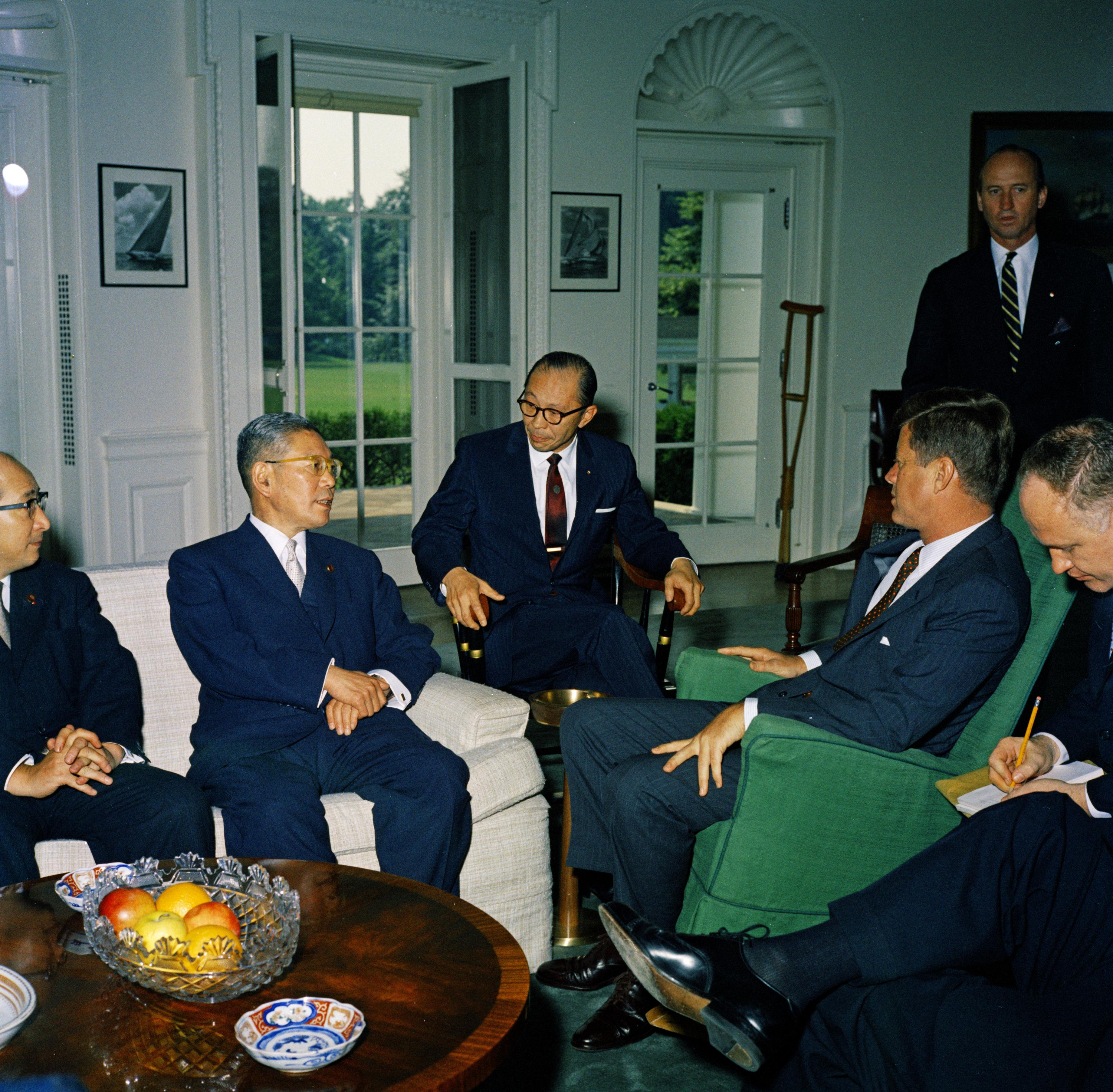
ケネディ（右から2人目）と会談する池田（左から2人目）

1961年1月、ジョン・F・ケネディ大統領の誕生を待って、小坂善太郎外務大臣やマッカーサー駐日アメリカ大使、朝海浩一郎駐米大使らが池田訪米の日程調整を行う。
同年4月、日本との関係改善を考慮したケネディから任命された日本びいきのライシャワーが駐日アメリカ合衆国大使に赴任した影響もあり、アメリカとも関係が密接になっていく。
そもそも日本は、当時のアメリカにとっては不確かな同盟国であった。主権回復後の日本は中国との貿易やソ連との国交回復など、共産圏に接近する姿勢が見受けられ、日本国内には一定の反米・中立勢力が存在していた。そのことは日本の自由陣営からの離脱又は中立化の懸念をアメリカに生じさせ、安保闘争の発生はアメリカの懸念をより強めさせるものとなった。
アメリカの政策上、目覚しい経済成長を以って発展してきた日本を真に信頼できるアジアの自由陣営の一翼としてとどめておくことが必要であり、急成長中の日本に西側諸国の負担を分担をして欲しいという考えがあった。日本への期待は、中国の脅威と東南アジア情勢の不安定化、さらには国際収支の悪化というケネディ政権が当時直面していた諸問題に関連していた。また日本が経済的に繁栄すれば、西側陣営全体の魅力と求心力を高め、西側を支持するアジアの新興国も増えるという読みもあった。
翻って池田は反米運動に転化しかねなかった安保騒動を見事に沈静化させた。日本の経済発展と政治の安定性を、アメリカとケネディに認めさせる絶妙のタイミングでの池田の訪米だった。
1961年6月19日の訪米では、キャピトルで上下院議員全員と握手し、アメリカ合衆国下院で「こんどは援助の要請にきたのではありません」と演説し、拍手喝采を浴びた。ハイライトは6月21日、ケネディとワシントンD.C.ポトマック川に浮ぶ、大統領専用ヨット・ハニー・フィッツ上での会談で、アメリカが日本を重視しているという態度を演じさせることに成功した。このヨットでの会談はマクミラン英首相に次いで二人目だった。
アメリカとの「イコール・パートナーシップ」（対等の関係）を目指し、両国間の提携強化のため、三つの合同委員会の設置を決定。これが貿易及び経済問題に関する閣僚級の日米貿易経済合同委員会並びに日米科学委員会及び日米文化教育交流会議（カルコン）となり、それまで安全保障と経済にほぼ限られていた日米関係の裾野をより広い基盤を持つ関係に深化させ、現在の日米関係の土台となっている二国間の草の根交流の基礎を築いた。また日本の対米輸入額の増加に対してアメリカ政府の協力を要請し、ケネディから「今後も自由貿易政策の維持に全力を尽くす」との回答を得た。
ホワイトハウスでの昼食会では、安保騒動で訪日を中止したアイゼンハワー前大統領も同席し友好ムードを後押しした。こうした厚遇に対する池田の感謝は連日、新聞、テレビを通じて日本国内へ伝えられ「イコール・パートナーシップ」の現れとして大きな反響を呼んだ。これは一行のスポークスマンだった宮澤の巧みな演出によるものだった。
この首脳会談の具体的成果として、ケネディに祝日に限り沖縄の公共建築物に日の丸掲揚を認めさせ、「沖縄と小笠原諸島に対し、日本が潜在主権を保有する」ことをアメリカに認めさせた。これが1972年5月の佐藤政権下での沖縄返還協定への含みとなった。アメリカ、特に国防省は基地確保のため、沖縄に日本色の滲透することを極力排除しようとしていたため、祝日の国旗掲揚もアメリカにとっては些々たる問題でなく一大譲歩のつもりだった。
当時のアメリカに対する日本人の意識は政治的な嫌悪感と物質的な憧れがないまぜとなった矛盾する感情であったが、池田はアメリカが正義であるかどうかを問うことなく、経済的に豊かだという点だけを強調した。池田はアメリカの物質的な豊かさを評価し、それと結びつくことで日本も豊かになる、そのためには日米安保体制が必要だと説き、対米追随を正当化した。池田はアメリカとの協調関係の維持を最も重視し、この関係が維持されてこそ高度経済成長が実現可能になると考えていた。このことが国内的には国民生活の向上・民生の安定に基づく政局の安定をもたらし、対外的には日本の国際的信用・地位を向上させ、また経済面での国際貢献を可能にすると判断していた。
ケネディ政権としても、この直前に行ったフルシチョフソビエト連邦共産党書記長とのウィーン会談でも何ら成果がなく、ラオス、南ベトナム、韓国とアジアのアメリカ防の前線は政情不安定で、CIAの援助を受けた反カストロ反乱軍のキューバ上陸作戦にも失敗し（ピッグス湾事件）、極めて困難な立場であり、ちょうど手詰りの状況のときにあって池田は歓迎すべき客だった。
またケネディの義弟のシュライバー平和部隊初代長官から、ケネディが創設したばかりの海外ボランティア平和部隊についての説明を受けたことが、日本の青年海外協力隊創設への一つの流れといわれる。
帰途ハワイでは全米知事会議に招かれ、アメリカを代表する全ての政治家と会ったことになった。ハワイの日系人の歓迎会では、"日本の復活"について語っているうちに声をあげて泣きはじめ、聴いていた一世、二世も涙を流した。

#### ソ連
池田が首相在任中の1961年8月、東京晴海で開催された「ソ連商工業見本市」出席のためミコヤンソ連副首相が、それまでの最高レベルのソ連首脳として訪日。
首相官邸を訪問したミコヤンは、アメリカ攻撃と日米安保体制の非難を捲し立てた後、アメリカとの関係強化を急ぐ池田を牽制すべくフルシチョフソ連書記長からの書簡を池田に手交してきた。すると「ワシントン・デイリー・ニュース」が8月16日の一面トップ全段抜きの大見出しで"フルシチョフ、日本に米軍追放を要求"と報道し、「ロイター通信」も"ミコヤンが在日米軍基地閉鎖を要求するフ書簡を池田首相に渡した"と報じた。池田がケネディと反共・自由主義の世界観を一致させていただけに、この年の秋に東南アジア4カ国の池田の訪問に対する反共戦線の牽制の意味もあった。
池田は大平官房長官、小坂外相、及び外務省幹部と相談の上、返事はできるだけ軟らかく、しかし言うべきことは言うという方針を固め反撃を開始、池田とフルシチョフの間で、以後2年半にわたり激しい非難の応酬が書簡上で繰り広げられた。
それまでのソ連は、日本を全くの弱小国扱い、時には属国扱いにして、もっぱら脅迫の一手を用いていたため、池田返書は国民の溜飲を下げることとなり、支持率アップにつながった。
フルシチョフも黙っておらず、特に領土問題をめぐって難癖をつけてきた。「領土問題は一連の国際協定によって久しき以前に解決済みであり、日本国の領土でない領土の日本への返還問題をどうして提起できるのだろうか」と、日ソ共同宣言を反故にし、歯舞群島・色丹島を含めた領土問題のゼロ回答をほのめかした。これに対して池田は国会審議を通じて「日本固有の領土」たる国後島・択捉島は、サンフランシスコ講和条約で日本が放棄した「千島」のなかには含まれない」とする新見解を発表し「領土問題は解決済み」とするソ連側の主張に反駁し1962年3月9日には、沖縄・小笠原施政権回復とともに、北方領土回復を閣議決定した。また池田政権として国内世論を「四島一括返還」論に一本化しようと試み、1964年には、択捉・国後に対する「南千島」という旧来の呼称に代え、四島を返還要求地域として一括する「北方領土」という用語を使用するよう指示するに至った。
池田サイドでは高碕達之助が「日ソ間昆布採取協定」を足場にその打開を図ろうとしたものの、領土問題の進展には至らなかった。但し池田政権の間、日本の経済成長に伴い日ソ貿易は大きく拡大している。

#### 韓国
日韓問題に下手に手を出せば、南北朝鮮の対立が日本に持ち込まれ、安保闘争の二の舞になることを恐れ当初は消極的であった。しかしケネディとの会談で「あなたにやってもらいたい」と頼まれたことと、岸ら対韓安全保障積極論者の政治的圧力の存在もあり、党内圧力の緩和と牽制のため、韓国問題にも取り組むことにした。
1961年11月11日、非公式で来日した朴正煕国家再建最高会議議長と会談し「対日請求権」問題を事実上決着させ、大平を外務大臣に据えて交渉に当たらせ、日韓国交正常化の早期妥結への道を開く（続く佐藤内閣で条約調印に至る）。

#### 中国
1957年の親台派の岸内閣発足以降、中国は「政経不可分の原則」を持ち出して日中間の貿易を拒んでいた。後任の池田は「政経分離」の原則に基づき民間貿易で「日中間の関係を打開し、貿易を拡大させたい」と考え、ケネディとの会談の際にも、日中の歴史的・文化的に密接な関係を説き「日本が中国とヨーロッパ並みに貿易を行うことは当然である」と訴えていた。アメリカは当時、中国敵視政策を採っており日中接近には極めて警戒的であったが、親中派の石橋湛山に相談し、石橋から「政治問題では松村謙三、経済と貿易問題なら高碕達之助でしょう」との助言を受けた。
こうして松村には全権を与え、高碕には事実上の政府特使として日中関係改善にあたらせ、これがLT貿易協定の締結につながった。断絶状態にあった日中関係を再び軌道に乗せることに成功したのである。1963年8月には、総額73億5800万円にのぼる倉敷レイヨンの中国向けビニロンプラント輸出にあたり、日本輸出銀行の融資による延べ払いを閣議で了承している。
日中国交正常化は田中内閣時代の1972年であるが、このLT貿易協定が日中を結ぶ唯一の政治的な架け橋として果たした役割は極めて大きかったといわれる。日中国交正常化は池田路線の継承という見方もできる。

#### 日米貿易経済合同委員会
1961年11月2日から4日まで第一回日米貿易経済合同委員会が箱根観光ホテル（現・パレスホテル箱根）で開かれ、ラスク国務長官ら、カナダとの閣僚級委員会以外では初めて半数近い米閣僚が揃って来日し日米協調を印象づけた。1962年10月のキューバ危機では、ヨーロッパ並みに迅速にアメリカ支持を表明した。

#### 東南アジア
池田のアジア外交は、共産主義が中国からその周辺に拡大しないこと、資本主義・民主主義システムがアジアにおいて確固たる地位を確立することを外交目標に置いた。特に中国の影響が強く、西側諸国との関係が好ましくないビルマとインドネシアが、日本の責任地域であると池田は考えていた。池田は賠償の再検討などの手段、つまり経済的援助によって、中国に依存しないで済むようにして両国を中国から引き離し、自由世界に引き込みたいと考えた。
1960年、アジアの途上国援助の市場の調査に関する政府機関として「アジア経済研究所」を設立した後、1961年3月、海外援助を行うため「海外経済協力基金(OECF)」を設立した。
同年1月16日から東南アジア4カ国（パキスタン・インド・ビルマ・タイ）を訪問した。このとき台湾を素通りしたと台湾政府から抗議を受けた。
インドでは非同盟中立主義の中心人物・ネルー首相と会談。この直前、ネルーはユーゴのチトー、エジプトのナセル両大統領と会談して「全面軍縮の緊急性」を決議し、米ソ両陣営に楯突いていた。ナセルもインドネシアのスカルノもネルーを学ぶことによって東西両陣営の中間に"第三の道"を発見しうると信じていた時期でもあり、池田はネルーから「日本はあまりにアメリカ寄りの道を歩きすぎている。このままでは日本はアジアの孤児になる。日本の苦しい立場は分かるが、アジアにはアジアの道があるはずだ」などとたしなめられた。しかし得意の経済問題では反撃し、ネルーから「綿や砂糖をもっと買って欲しい」と言われたが「貴国の農産物は品質が悪い上に価格が高い。模範農場を見学させていただいたが、あのような非近代的やり方は、経済開発とはいえない」と直言した。ニューデリーでの記者会見では外交儀礼を無視して「この美しく豊かな国に迎えられて」と本来言うべきところを「この民度の低い、貧富の差の甚だしい国を見て驚いている」と言ってしまい大顰蹙をかった。
ビルマは、他のアジア諸国に先駆けて1954年に賠償協定を締結していたが、他国の賠償額を斟酌して追加賠償を請求してきた。ビルマはインド、パキスタンとともに中国共産党を承認している半社会主義国で、周恩来訪問の際には歓迎に50万人以上が押し寄せたといわれたが、池田の市民歓迎会は中止になった。不機嫌になった池田は首相主催の夕食会で原稿なしのスピーチを行い、「あなた方は日本が賠償として差し上げた発電機で一体何を作っておられるのか。ここにある鉛筆も紙も輸入品だと聞いた。こんなものは自分で作れるようにならなければいけない。統制は国民の心を萎縮させてしまう。国民の活力をあふれさせることによってのみ、国は栄えるのだ」などと力説した。ビルマの求める賠償提示額との隔たりは大きく交渉は難航したが交渉は妥結した。
タイのサリット首相は、特別円の問題を解決しなければ、他のことは一切話し合わないと牽制した。池田はこの問題を未解決のままにする予定にしていたが、ビルマとは全く違うタイの国家建設の意気に感じて、独断で96億円を8年で支払うことを決めた（日タイ特別円協定）。見返りとしてタイはどこの国にもやらせなかった地下資源の開発を日本にやらせると伝えた。

#### ヨーロッパ
第二次世界大戦で日本は欧州諸国の敵であり、その名残は1960年当時はまだ残っていた。
欧州のいくつかの国は日本を西側につなぎとめる必要を感じてはいたものの、欧州全体でいえば、外交課題としてより重要であったのは、欧州統合問題や米欧関係であり、遠く離れた極東に位置する日本への関心は決して高くはなく、日本はアメリカを間に挟んだ形式的な、不確かなパートナーであった。このような状況下での池田の欧州接近ではあったが、ドル防衛政策で陰りが見えるアメリカ市場と違い、充分な購買力を持つ欧州市場にはフロンティアとしての魅力があった。また池田自身が大国志向を持っており、欧州諸国の対日経済差別を撤回させ、日本が欧州諸国と対等となることに、国際社会における日本の地位向上という意義を見出していたのである。
しかし1958年に西欧6か国で結成された欧州経済共同体（EEC）の経済発展が目覚しく、加えてアメリカがEECへの接近を計り、EECの発展にともない世界経済が、アメリカ中心から、アメリカ・EECの二つを中心に編成替えされ、米・EECとで一つの巨大自由貿易圏を形成する動きがあり、そこから日本は閉め出されるのではないかと懸念していた。EECとの接近を目論むケネディ政権は、EECとの間で関税を大幅に引き下げる通商拡大法、およびGATTにおける関税引き下げ交渉（ケネディ・ラウンド）を準備していた。加えて英国が1961年8月にEECの加盟申請に踏み切ったことで、英国が対日差別を撤回しないままEECに加盟し、経済協力開発機構（OECD）への加盟を打診し、日英通商航海条約が結ばれた後も、対日差別が固定化されてしまうのではないかという懸念まで生じていた。
予定された池田訪欧の課題は、いまだ解決されていない欧州諸国の対日経済差別待遇の是正ー経済関係の正常化と、EEC諸国が閉鎖的にならないよう求めることが急務であった。池田は「『自由主義諸国』は、北米、ヨーロッパ、日本及びアジアの三つの柱が中心にあるべきであって、日本とアメリカとの結びつきが、そのままヨーロッパの結びつきに置き換えられるとき、世界平和を維持する道が開かれる」という極めて野心的な計画を持っていた。
大平外相による地ならしの後、池田は1962年11月4日からヨーロッパ七カ国（西ドイツ・フランス・英国・ベルギー・イタリア・オランダ・バチカン）を訪問した。訪欧は日本の首相として吉田、岸に次いで三人目だった。池田は欧州へ向かう機内で記者会見を行い、北米、欧州、日本及びアジアの自由陣営を「三本の柱」に見立て、要となる3者が意識的に協力することでの国際秩序の維持と繁栄を主張し、「吉田、岸前首相でもこれほどハッキリ言い切ったことはない」と述べた。当時のメディアもこの"三本柱"発言には「池田の大風呂敷がまた始まった」ぐらいに捉えていたが、訪欧した当時、日本は「所得倍増計画」の成功によって既に目覚しい経済発展を遂げており、欧州各国の首脳は大国になりつつある日本の自由陣営における重要性を認識し、概ね好意的に池田に接した。
フランスでは首脳会談の際にシャルル・ド・ゴール大統領から有名な「トランジスタラジオのセールスマン」と揶揄されたが、会談の際は厚遇された。
モードリング英国蔵相から「経済成長率がどうもよく分からない」と懐疑的な指摘を受けると「戦後の日本の経済を赤ん坊の時分から育ててきた。私には良く分かる」などと一蹴した。英国は先述の理由により訪欧のメイン・イベントであったが、英国としても経済成長著しい日本に輸出増加のチャンスを見出しており、日本に対し最恵国待遇を保証した日英通商航海条約の調印に至り「日英対等」を演出した。同時に英国の対日GATT35条援用も撤回され、共同コミュニケには日本のOECD加盟支持が明記された。これにより池田は「これで日本は初めて世界の一流国と肩を並べることになった」と述べ、日本の国際的地位の向上を誇った。またマクミラン首相との会談の際、マクミランから「インドネシアのスカルノ大統領を押さえるのはあなたしかいない」と頼まれたため、翌年第二次アジア訪問を行う。

#### 「三本柱」論の実践と「アジア経済共同体」構想
池田は訪欧後、日本のOECD加盟の意向を表明。その機運が一気に高まり、池田は米欧提携による日本分裂回避に成功した。欧州首脳の池田への歓待が、池田の大国意識と結びつき、「三本柱」意識へ昇華したのである。「三本柱」論が重要なのは、第二次世界大戦から立ち直り、経済成長を続ける中で、日本国民にアメリカと欧州に並ぶ「一流国」「先進国」日本という新しいアイデンティティを与えたこと、また自由陣営においてアメリカを超えて欧州へと外交的地平を拡大し「自由陣営の一員」の地位を確立し、日本の国際的地位の向上と、日本の欧州市場参入への糸口をつかんだ。
ヨーロッパから帰国後、池田は"世界の柱の一つ日本"を強調し、「日本は独立後10年間に国民の努力により、世界史上まれに見る復興をしりっぱな国になった」と述べた。
またヨーロッパの訪問でEECの発展を見て、日本だけが孤立しては繁栄しない、アジア各国が資源と労働力と市場を互いに交換し、成長政策が成功すれば、大きな繁栄地帯をつくることができると考えた池田の頭の中に「アジア経済共同体」という新しい夢が生まれていた。

#### 東南アジア・オセアニア
1963年9月23日から東南アジア（フィリピン・インドネシア）とオセアニア（オーストラリア・ニュージーランド）の計4カ国を訪問。直接の切っ掛けは、オーストラリアのマッキュアン副首相の招待で、太平洋時代の到来を見越して同国は、日本に対する関心を高めており、従来の英連邦中心主義から日本を中心とするアジアとの経済的な結びつきに重点を移し換えを考えていた。ニュージーランドも同様の立場であることから、池田はこの機会に、これら両国との経済的な連携を強化しEECとも対抗しうる、自由陣営の三本柱の一つとして、日本の地位を確立したいと考えた。フィリピンとインドネシアは、先に挙げたようにマクミラン英国首相に頼まれたマレーシア紛争で強硬な態度をとるインドネシアのスカルノを説得し、マレーシア、フィリピン、インドネシア三国間の同盟（マフィリンド）を設立させるための調停工作として予定に組み込んだものであった。他にこの4カ国を訪問は、アメリカを除外したこの4カ国を東京に集め、日本を含めた5カ国でマレーシアとの対決政策を打ち出していたインドネシアを自由主義陣営に引き込むという「西太平洋機構(West Pacific Organization)」構想を池田が提唱していたという説もある。同時期に東アジア共同体の原型ともいうべきアジア経済協力機構(OAEC)設立構想がアジア諸国で高まり、池田や外務省は前向きであったが、財政負担を恐れた大蔵省と国内農業保護を重視する農林省の反対で日本が参加せず、構想も頓挫したとされる。
最初に訪問したフィリピンの若いマカパガル大統領からは「御好意はありがたいが、国連でも持て余している問題が日本の手に負えますか」などと断られた。
インドネシアのスカルノとの会談において、スカルノは「君は何もしらない。イギリスやアメリカがこの国で何をやっているか。イギリスは植民主義の再建を企ているし、CIAが何をしているか知ったら君も驚くだろう。イギリスやアメリカがおれを敵視するなら、おれはインドネシアにソ連の基地を認めてやる。第二のキューバだ。そうなったら奴らも少しは参るだろう」などと語った。当時のスカルノはイギリス大使館を焼打ちするなど、意気はなはだ盛んで曲者でもあり、とても調停どころでなかった。しかし池田はインドネシアの安定が、軍と共産党の危険なバランスの上に乗るスカルノの存在によってかろうじて維持されていると判断し、スカルノへの支援を継続した。その後佐藤政権まで経済援助が続き1965年の「9月30日事件」でようやく解消された。戦前の対日感情から、まだまだアジア人には、日本の主導による外交問題の処理については警戒心が強く、日本が外交でイニシアチブを発揮しようとしても、日本の指導は受け入れてもらえなかった。日本国内では池田の大国意識の結果であるとの批判を浴びた。
当時ドゴールの反対でヨーロッパ市場から締め出されていたオーストラリアでは、一転して日本への関心も高く、第一級の国賓待遇を受けた。またニュージーランドも同様に親日国になっており歓迎を受けた。
この他、東南アジア諸国に於ける戦後補償問題では、その解決を目指し、タイ、ビルマ、フィリピン、インドネシア、南ベトナムには補償支払い金を決定した。またアメリカ政府へガリオア・エロア資金両援助の返済にも調印、戦後日本の対外的な負債処理を決着させた。日本の悲願ともいわれたOECD加盟は、その後紆余曲折があったものの1964年4月28日、正式加盟を果たした。以上、成果0ももちろんあったが、池田以後の日本外交の最重要課題となる諸問題についての素地を作り、「外交追随、経済自主」というその後自民党の基本パターンを形作ったといえる。

### 第2次防衛力整備計画
1961年7月18日、日本の防衛政策の結節点とされる五年計画の第2次防衛力整備計画（二次防）を国防会議及び閣議決定。旧式航空機、兵器等の更新とミサイル導入など、装備近代化を自衛隊の強化を目標とした。
このうち航空自衛隊部門最大の目玉である自動警戒管制組織（バッジ・システム）の導入と、バッジ・システムに連動する、ナイキ・エイジャックス、ホークなどの地対空ミサイル200億円の完備を巡り、防衛庁の河野王国（河野一郎-海原治-伊藤忠による防衛庁支配）のもと、激しい商戦と工作合戦が繰り広げられ、数々の黒い疑惑を生んだ。伊藤忠商事の瀬島龍三がこのバッジ商戦に逆転勝利を収め、急激に出世したことでも知られる。この計画によりソ連・中国・北朝鮮に対する防衛戦略が整備され、同時に、自主防衛体制整備とともに、従来はアメリカから供与されていた兵器を極力国産化することとし、計画進展に伴って、この時期から兵器産業も新時代を迎えた。
この他、1962年以降、防衛庁の広報予算が増やされ、それまで世論と民主勢力の反撃を恐れたマスメディアはあえて自衛隊関連を積極的に取り扱おうとしていなかったが、自衛隊が紹介番組や少年雑誌などで取り上げられはじめた。
1963年8月14日、部分的核実験禁止条約 (PTBT) に調印し、1964年6月15日に批准した。

### 第2国際空港建設計画
1960年代初頭、経済成長と所得水準の向上の後押しを受けて日本の航空産業は著しい発展を見せており、旅客需要の伸びと航空機の発着回数の増加傾向がこのまま推移すれば、1970年頃に東京国際空港（羽田空港）の能力が限界に達すると予想された。
しかし、羽田空港は以下の理由で拡張性が見込めなかったため、首都圏第二空港の開設が急務とされた。
- 西側に隣接する大田区地域が建物の密集地であるうえ既に航空機騒音問題が発生しており、南側は多摩川の河口に面しているため[270]、拡張できるのは東の東京湾沖合しかないこと
- 当時東京港には船舶が殺到してパンク状態となっており、沖合いへの拡張は海上輸送に著しい支障をきたすこと[271]
- 当時の港湾土木技術では水深20メートルにある海床の埋め立てが困難とされたこと[271][272]
- 在日米軍が管理している東京西部空域他、軍用飛行場群が有する空域との兼ね合いがあること[273]

そこで池田内閣は、来るべき国際化に伴う航空（空港）需要の増大に備え、羽田空港に代わる本格的な国際空港の建設計画の策定に着手し、1962年11月16日に第2国際空港建設方針を閣議決定する。
しかし閣議決定後、上述の池田の政権運営の中で対立を深めていた自民党内の官僚派と党人派が建設地を巡って衝突することとなり、特に池田から建設候補地の検討を指示された河野一郎が航空行政を所管する運輸省に強硬に反対した。この問題について池田は積極的なイニシアチブをとらず、候補地選定は後任の佐藤内閣に持ち越された。
このような計画の迷走が、運輸省の拙速な空港建設とそれに伴う地元の反発、ひいては三里塚闘争を招くこととなる。

### 生前者叙勲の復活
1964年、戦後の歴代総理が果たせなかった生存者叙勲を、太政官布告の運用再開という形で復活させる。同年4月29日付での最初の叙勲者は、吉田茂（大勲位菊花大綬章）・石橋湛山・片山哲（以上勲一等旭日大綬章）など。

## 経済大国の礎を築く
池田は貿易自由化を推進、開放経済体制への大胆な移行を果たし、日本の国際的地位も向上させた。
1963年2月11日、OECD加盟申し込みを言明し、翌1964年4月28日に悲願のOECD加盟を果たし、非欧米唯一の経済先進国としての地位を獲得した。1955年のGATT加盟からOECD加盟までの期間はわずか9年であった。
またそれまでIMFで経済力に不安のある「14条国」として扱われていた日本はこの年、先進国と同等のIMFの区分で「8条国」（国際収支上の理由で為替制限ができない国）へ移行、"世界の奇跡"と称された高度経済成長を実現させた。
1960年にスローガンに掲げた「所得倍増計画」は、日本のGNP13兆6000億円を1961年ー1970年まで10年で2倍とするとしていたが、この目標はわずか4年で達成された。10年の平均では10.6%を記録し、日本はおろか世界史的にも空前の高度成長を達成した。就職難から人手不足の時代へ数年で転換させて目標としていた完全雇用も実現し、二重構造も是正された。
1964年9月7日、池田がオリンピックと共に東京開催を待望していたIMF・世界銀行の年次総会が日本で初めて開かれた。池田は総会で演説を行い「IMFの皆さん、日本の爆発的なエネルギーを見て下さい。明治維新以来、先人の築き上げた教育の効果が驚異的な日本経済発展の秘密なのです...戦後19年間、日本経済が達成した高度成長は、われわれが重化学工業国へと転換したことによるものです...アジア諸国の人々よ。君たちがいま、独立にともなってうけつつある苦難は、敗戦以来20年、われわれがなめつくした苦難でした。そこから1日も早く抜け出して下さい。その手がかりを見出すことこそ、IMF東京総会の意義なのです」などと述べ、OECD加盟とIMF8条国移行により、名実ともに日本が先進国入りしたことを世界各国に印象付けた。
1964年10月に開催されたアジア初のオリンピック東京大会は、池田内閣の高度経済成長政策による経済的繁栄を鮮やかに象徴する世紀の大祭典であり、世界に類を見ない奇跡の経済復興を外国に知らしめ日本の威信を著しく高めた。

## 退陣
1964年、池田が喉頭癌に罹患していることが判明（公表されず、本人にも非告知）。1964年11月9日、内閣総辞職に至った。翌年、池田が没する。